# Fritz Kortner
Fritz Kortner, all'anagrafe Fritz Nathan Kohn (Vienna, 12 maggio 1892 – Monaco di Baviera, 22 luglio 1970), è stato un attore, regista e sceneggiatore austriaco.

## Biografia

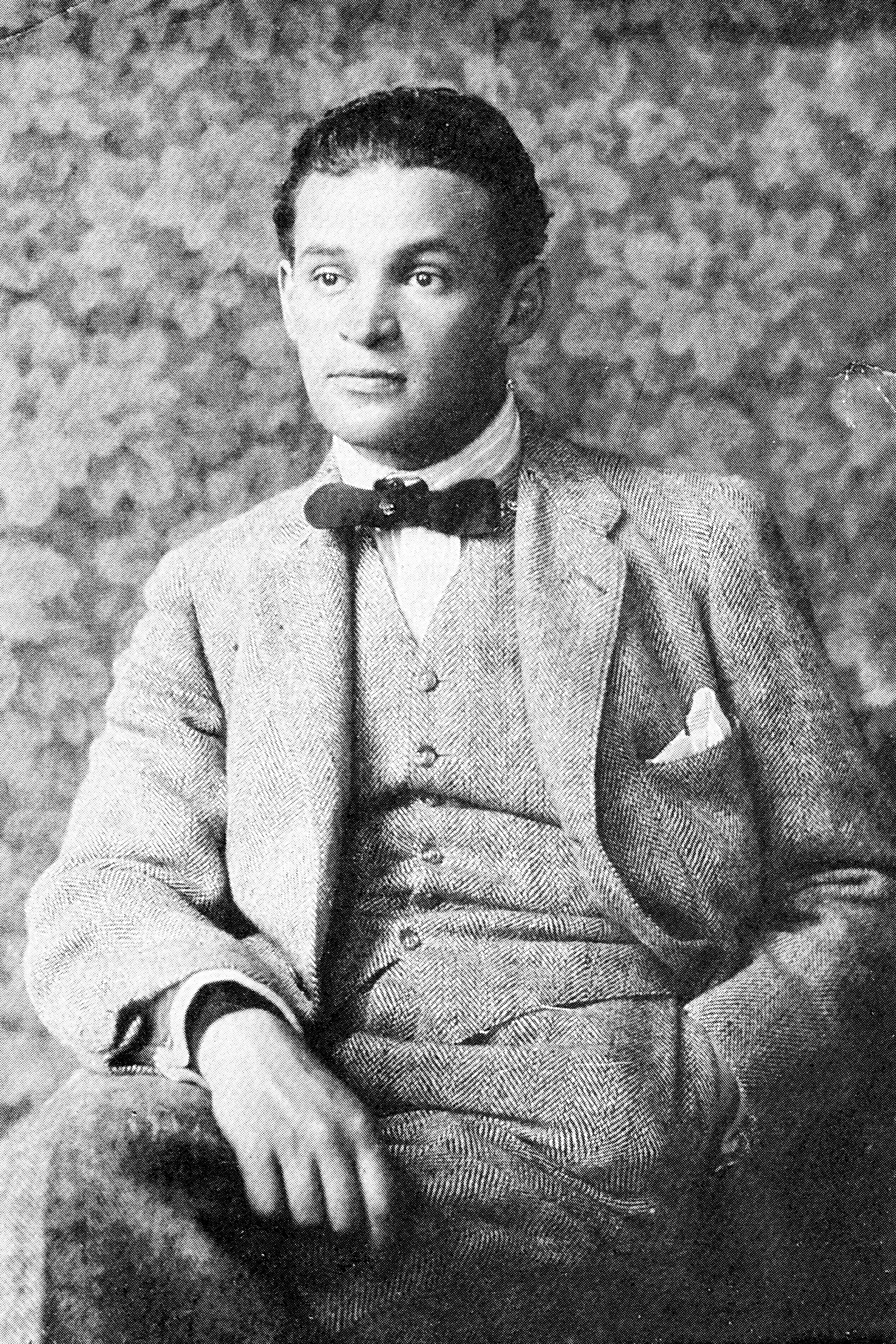
Fritz Kortner nel 1911

Come attore, fu attivo prevalentemente in campo teatrale (dove è annoverato tra i massimi interpreti del teatro in lingua tedesca) e cinematografico: sul grande schermo, fu attivo tra la metà degli anni dieci e l'inizio degli anni cinquanta e partecipò a circa un centinaio di produzioni. Come regista, diresse una dozzina di produzioni, tra cinema e televisione, dalla seconda metà degli anni dieci fino al 1970, anno della sua morte. Fu il marito dell'attrice Johanna Hofer.

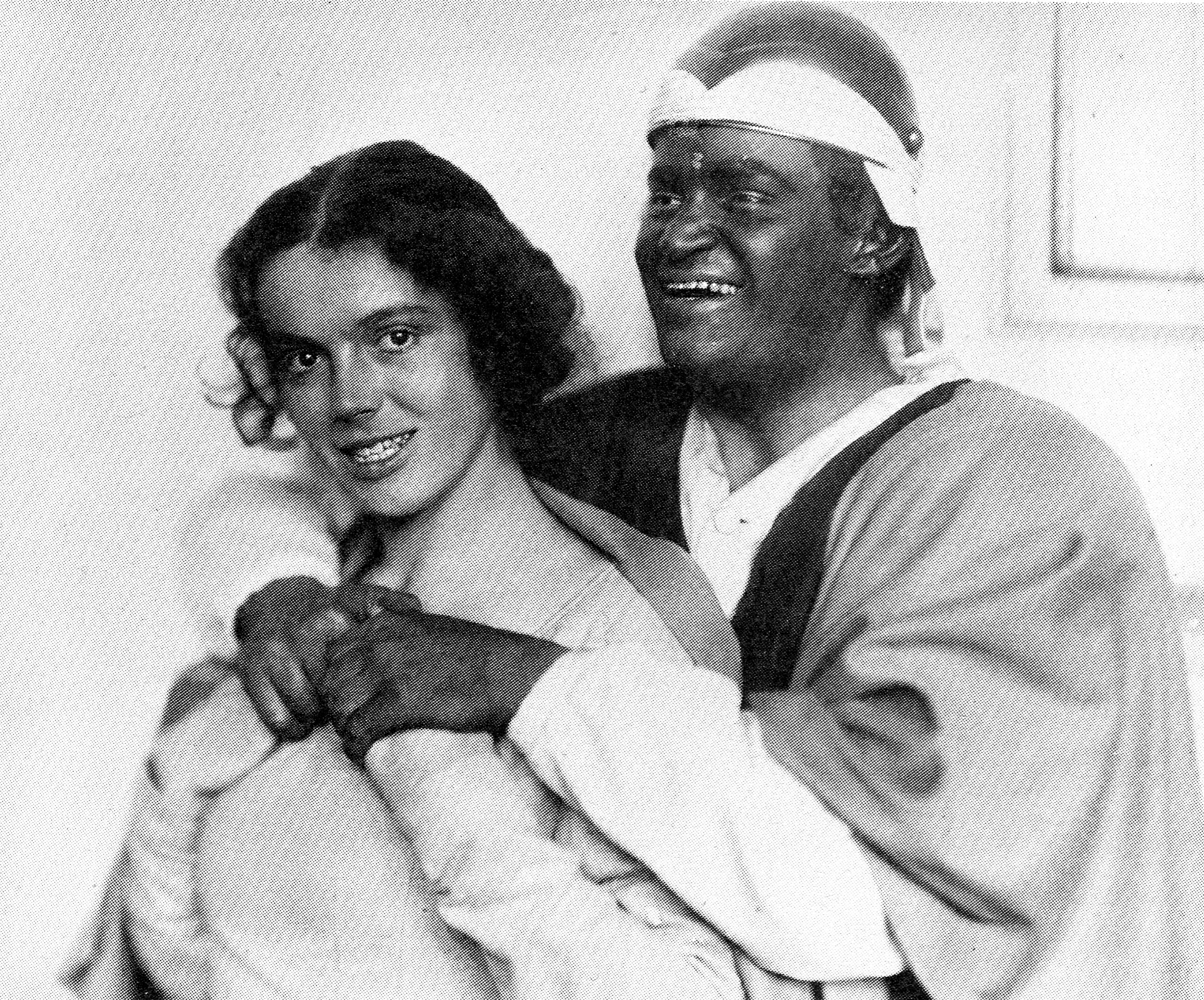
Fritz Kortner assieme alla moglie Johanna Hofer nellOtello di William Shakespeare

## Filmografia parziale

### Attore

#### Cinema
- Manya, die Türkin, regia di Harry Piel (1915)
- Im Banne der Vergangenheit, regia di Harry Piel (1915)
- Das Geheimnis von D.14 , regia di Harry Piel (1915)
- Police Nr. 1111, regia di Harry Piel (1915)
- Das zweite Leben
- Der Brief einer Toten, regia di Fritz Freisler (1917)
- Der Märtyrer seines Herzens, regia di Emil Justitz (1918)
- Der Stärkere, regia di Conrad Wiene (1918)
- Das andere Ich
- Frauenehre, regia di Georg Kundert (1918)
- Der Sonnwendhof, regia di Emil Leyde (1918)
- Das Auge des Buddha
- Ohne Zeugen, regia di Erwin Baron, Georg Kundert (1919)
- Else von Erlenhof, regia di Fritz Kortner (1919)
- Satana (Satanas), regia di Friedrich Wilhelm Murnau (1920)
- Gerechtigkeit, regia di Stefan Lux (1920)
- Va banque
- Katharina die Große, regia di Reinhold Schünzel (1920)
- Der Schädel der Pharaonentochter, regia di Otz Tollen (1920)
- Weltbrand, regia di Urban Gad (1920)
- Die Nacht der Königin Isabeau, regia di Robert Wiene (1920)
- Die Verschleierte, regia di Reinhard Bruck (1920)
- Die Brüder Karamasoff, regia di Carl Froelich, Dimitri Buchowetzki (1921)
- Die Lieblingsfrau des Maharadscha - 3. Teil, regia di Max Mack (1921)
- Das Haus zum Mond, regia di Karl Heinz Martin (1921)
- Das Haus der Qualen, regia di Carl Wilhelm (1921)
- Haschisch, das Paradies der Hölle, regia di Reinhard Bruck (1921)
- Die Verschwörung zu Genua, regia di Paul Leni (1921)
- Landstraße und Großstadt (1921)
- Danton, regia di Dimitri Buchowetzki (1921)
- Aus dem Schwarzbuch eines Polizeikommissars, 1. Teil - Loge Nr. 11, regia di Edmund Edel, Artúr Somlay, Arzén von Cserépy (1921)
- Die Jagd nach der Wahrheit, regia di Karl Grune (1921)
- Hintertreppe, regia di Leopold Jessner, Paul Leni (1921)
- Der Eisenbahnkönig, 1. Teil - Mensch und Mammon, regia di Eugen Illés (1921)
- Der Eisenbahnkönig, 2. Teil - Lauernder Tod, regia di Eugen Illés (1921)
- Am roten Kliff, regia di Hanna Henning (1921)
- Luise Millerin, regia di Carl Froelich (1922)
- Der Graf von Essex , regia di Peter Paul Felner (1922)
- Peter der Große, regia di Dimitri Buchowetzki (1922)
- Sterbende Völker - 1. Heimat in Not, regia di Robert Reinert (1922)
- Der Ruf des Schicksals, regia di Johannes Guter (1922)
- Sterbende Völker - 2. Brennendes Meer, regia di Robert Reinert (1922)
- Am Rande der Großstadt, regia di Hanns Kobe (1922)
- Nora, regia di Berthold Viertel (1923)
- Ombre ammonitrici (Schatten - Eine nächtliche Halluzination), regia di Arthur Robison (1923)
- Ein Weib, ein Tier, ein Diamant, regia di Hanns Kobe (1923)
- Salvezza (Arme Sünderin), regia di P.A. Gariazzo (1924)
- Mata Hari, regia di Friedrich Fehér (1927)
- Nozze sotto il terrore (Revolutionsbryllup), regia di A.W. Sandberg (1927)
- Mein Leben für das Deine, regia di Luitz-Morat (1928)
- L'agente segreto della Pompadour (Marquis d'Eon 1928)
- Il vaso di Pandora (Die Büchse der Pandora), regia di Georg Wilhelm Pabst (1929)
- Giftgas, regia di Michail Dubson (1929)
- Enigma (Die Frau, nach der man sich sehnt), regia di Kurt Bernhardt (Curtis Bernhardt) (1929)
- La nave degli uomini perduti (Das Schiff der verlorenen Menschen) (1929)
- Il rapido siberiano (Die Nacht des Schreckens), regia di Gennaro Righelli (1929)
- Atlantik, regia di E.A. Dupont (1929)
- Dreyfus, regia di Richard Oswald (1930)
- Fortunale sulla scogliera (Menschen im Käfig), regia di Ewald André Dupont (1930)
- Der Andere, regia di Robert Wiene (1930)
- Danton, regia di Hans Behrendt (1931)
- Il delitto Karamazov (Der Mörder Dimitri Karamasoff) (1931)
- Chu Chin Chow, regia di Walter Forde (1934)
- Raffiche (Little Friend)
- Il sultano rosso (Abdul the Damned), regia di Karl Grune (1935)
- Fuoco a mezzanotte (Midnight Menace), regia di Sinclair Hill (1937)
- L'ebreo errante (Der ewige Jude), regia di Fritz Hippler (1940)
- La contessa di Montecristo (The Wife of Monte Cristo), regia di Edgar G. Ulmer (1946)
- Il bandito senza nome (Somewhere in the Night), regia di Joseph L. Mankiewicz (1946)
- Il filo del rasoio (The Razor's Edge, regia di Edmund Goulding 1946)
- La moneta insanguinata (The Brasher Doubloon), regia di John Brahm (1947)
- Il treno ferma a Berlino (Berlin Express), regia di Jacques Tourneur (1948)
- La traversata del terrore (Epilog: Das Geheimnis der Orplid), regia di Helmut Käutner (1950)
- Blaubart, regia di Christian-Jaque (1951)

#### Televisione
- Der Kaufmann von Venedig, regia di Otto Schenk – film TV (1968)

### Regista

#### Cinema
- Gregor Marold (1918)
- Else von Erlenhof (1919)
- L'avventura del cassiere (Der brave Sünder) (1931)
- So ein Mädel vergißt man nicht (1932)
- Die Stadt ist voller Geheimnisse (1955)
- Sarajevo (1955)

#### Televisione
- Androklus und der Löwe - film TV (1958)
- La rivolta di Lysistrata (Die Sendung von Lysistrata) - film TV (1961)
- Leonce und Lena - film TV (1963)
- Der eingebildete Kranke - film TV (1964)
- Der Vater - film TV (1969)
- Der Sturm, co-regia di Stefan Meuschel, - film TV (1969)
- Clavigo - film TV (1970)

### Sceneggiatore

#### Cinema
- Der Märtyrer seines Herzens (1918)
- Die Geliebte des Gouverneurs (1927)
- L'avventura del cassiere (Der brave Sünder), regia di Fritz Kortner - sceneggiatura (1931)
- Pagliacci (1936)
- The Strange Death of Adolf Hitler (1943)
- Der Ruf (1949)
- Die Stadt ist voller Geheimnisse (1955)

#### Televisione
- La rivolta di Lysistrata (Die Sendung von Lysistrata) - film TV (1961)
- Der eingebildete Kranke (1964)
- Der Vater - film TV (1969)
- Der Sturm , regia di Stefan Meuschel, e Fritz Kortner - film TV (1969)
- Clavigo - film TV (1970)

## Autobiografia
- Aller Tage Abend (1959)[2]